# Bagundi
Bagundi är ett vattendrag i Burundi.   Det ligger i provinsen Cankuzo, i den östra delen av landet, 150 kilometer öster om huvudstaden Bujumbura.
I omgivningarna runt Bagundi växer huvudsakligen savannskog. Runt Bagundi är det ganska glesbefolkat, med 32 invånare per kvadratkilometer.